# Белата скала
Белата скала (известна и като „Марков камък“) е монолитна бяла скала, висока около 3 m и според легендата хвърлена от Крали Марко на един от югозападните ридове на Рила планина в землището на с.Марулево, (Област Благоевград).

## Описание и особености
Мегалитният къс е с форма на неправилна пресечена пирамида, върхът на който е оформен като грубо заравнена площадка с четириъгълна форма, ориентирана по четирите посоки на света. Продълговата изкуствена яма с формата на човешка стъпка е оформена на върха на скалата, от предната част на която грубо е вкопан канал, спускащ се по източната стена на камъка. Южно от вкопаването с формата на човешка стъпка се наблюдава малка кръгла яма, от която извежда грубо вкопан улей оформен зигзаговидно по южната стена на скалата. Друга по-малка кръгла ямка е разположена на западния край на площадката. Върху каменния блок, лежащ ниско в подножието на Белата скала се наблюдава също малка кръгла ямка.

### Предания и легенди
Преданието за Белата скала както го помнят местните жители на селото е, че Крали Марко хвърли пръстена си от Пелин планина, но той паднал в Марулево, към махала Касъм ловец и сега той все още е там и пръстенът на Марко е вътре в него.